# 秋月種英
秋月 種英（あきづき たねひで、1880年（明治13年）3月9日 - 1961年（昭和36年）10月29日）は、明治から昭和期の実業家、政治家、華族。貴族院子爵議員。

## 経歴
旧高鍋藩主家当主、子爵・秋月種樹の二男として生まれる。兄秋月種繁の死去に伴い家督を相続し、1890年（明治23年）10月2日、子爵を襲爵した。
第四高等学校を経て、1910年（明治43年）7月、京都帝国大学法科大学を卒業。同年、司法省に入省し司法属となる。以後、輸出水産取締役、明治漁業監査役、カルピス製造監査役などを務めた。
1914年（大正3年）7月11日、貴族院子爵議員補欠選挙で当選し、研究会に属して活動し、1947年（昭和22年）5月2日の貴族院廃止まで5期在任した。この間、廣田内閣・司法参与官、司法制度調査委員会委員、司法省委員などを務めた。

## 栄典
- 1926年（大正15年）5月1日 - 従三位[10]

## 家族・親族
秋月家
- 母・藤子（ふじこ、烏丸光政の五女）[2][5]
- 先妻・利武子（りふこ、牧野伸顕の二女）[2]
- 後妻・須磨子（すまこ、鍋島茂隣の四女）[2]
- 長男・種明[2]
- 長女・良子
- 二女・英子（武見太郎夫人）[2]
- 三女・治子[1]（黒田慶一郎の妻） - 黒田慶一郎は黒田慶樹の伯父である。

親戚
- 妻の父・牧野伸顕（伯爵）
- 二女の夫・武見太郎（医師、日本医師会会長）